# Artiwara Kongmalai
Artiwara Kongmalai (thaï : อาทิวราห์ คงมาลัย) surnommé Toon Bodyslam (ตูน บอดี้แสลม), né le 30 mai 1979 à Suphanburi, est un chanteur rock thaïlandais,,,. Kongmalai est le chanteur, compositeur et meneur du groupe Bodyslam.
Artiwara Kongmalai est aussi un sportif de haut niveau capable de courir des centaines voire des milliers de kilomètres : il court régulièrement pour collecter des dons pour les hôpitaux publics, pour les petits hôpitaux afin que tous les citoyens thaïlandais puissent tous être bien soignés,. Ainsi, par exemple, en 2017, il a couru près de 2 200 km en 55 jours entre Betong dans la province de Yala à la frontière malaisienne au sud et Maesaï dans la province de Chiang Rai à la frontière birmane au nord et il a récolté 1,2 milliard de bahts pour améliorer l'équipement de 11 hôpitaux publics.

## Discographie

### Collaborations
- 2000 – Sak Eoai (avec Big Ass)
- 2003 – Khong Mee Khom (avec Big Ass)
- 2010 – Kid Hoad (avec Siriporn Ampaipong)
- 2017 – Nak Phajon Mueng (avec Mike Phiromphon, Phai Phongsathon et Tai Orathai)

### Chansons
- 2010 – Saeng Sud Thay
- 2013 – Ruea Lek Kuan Oak Jark Fang

## Filmographie
- 2013 : SuckSeed